# Kerk van Dorkwerd
De kerk van Dorkwerd, gelegen op een wierde in Dorkwerd direct buiten de stad Groningen, dateert in zijn huidige vorm uit 1648. Bij de bouw is waarschijnlijk gebruikgemaakt van de bakstenen van een eerdere kerk op dezelfde plaats die uit de dertiende eeuw stamde. Deze oudere kerk werd verwoest tijdens de Tachtigjarige oorlog.
Bij de kerk staat een kerktoren uit de negentiende eeuw. Voor de bouw van de toren vroeg de kerkgemeente subsidie aan bij de burgerlijke gemeenten Hoogkerk en Aduard. Dorkwerd lag destijds bijna op de grens van beide gemeenten. Beide gemeenten waren slechts gedeeltelijk bereid de aanvraag te honoreren. Voordien had de kerk een dakruiter, en stond er later een klokkenstoel bij de kerk die in 1829 over het ijs vanuit Wierum werd gehaald. De kerk in Wierum werd in dat jaar afgebroken. Beide wierden vormden al sinds de zeventiende eeuw een kerkgemeente.Het kerkgebouw wordt gebruikt door, en is eigendom van, de hervormde gemeente. 
Het kerkorgel is in 1908 geplaatst door de orgelbouwers Van Oeckelen uit Glimmen. Het instrument kwam vermoedelijk uit een kerk in Drenthe en moet door hun vader Petrus van Oeckelen omstreeks 1850 gebouwd zijn. In 2015 werd het orgel grondig gerestaureerd. 
Op 21 september 2007 is een ingrijpende - negen maanden durende - restauratie van de kerk afgerond. De kerk was helemaal verzakt en is op palen gezet om verzakking in de toekomst te voorkomen. Het interieur en het orgel zijn opgeknapt en er is vloerverwarming aangelegd. Uit archeologisch onderzoek dat voor de restauratie werd uitgevoerd, bleek dat de wierde weliswaar al in de middeleeuwen bewoond was, maar dat het niet zeker is of er toen ook al een kerk heeft gestaan. Wel zijn er sporen van een middeleeuws kerkhof gevonden.
De kerk is in 1971 aangewezen als rijksmonument. Terenover de kerk staat de pastorie uit 1829. Deze werd gebouwd na afbraak van de pastorie in Wierum.

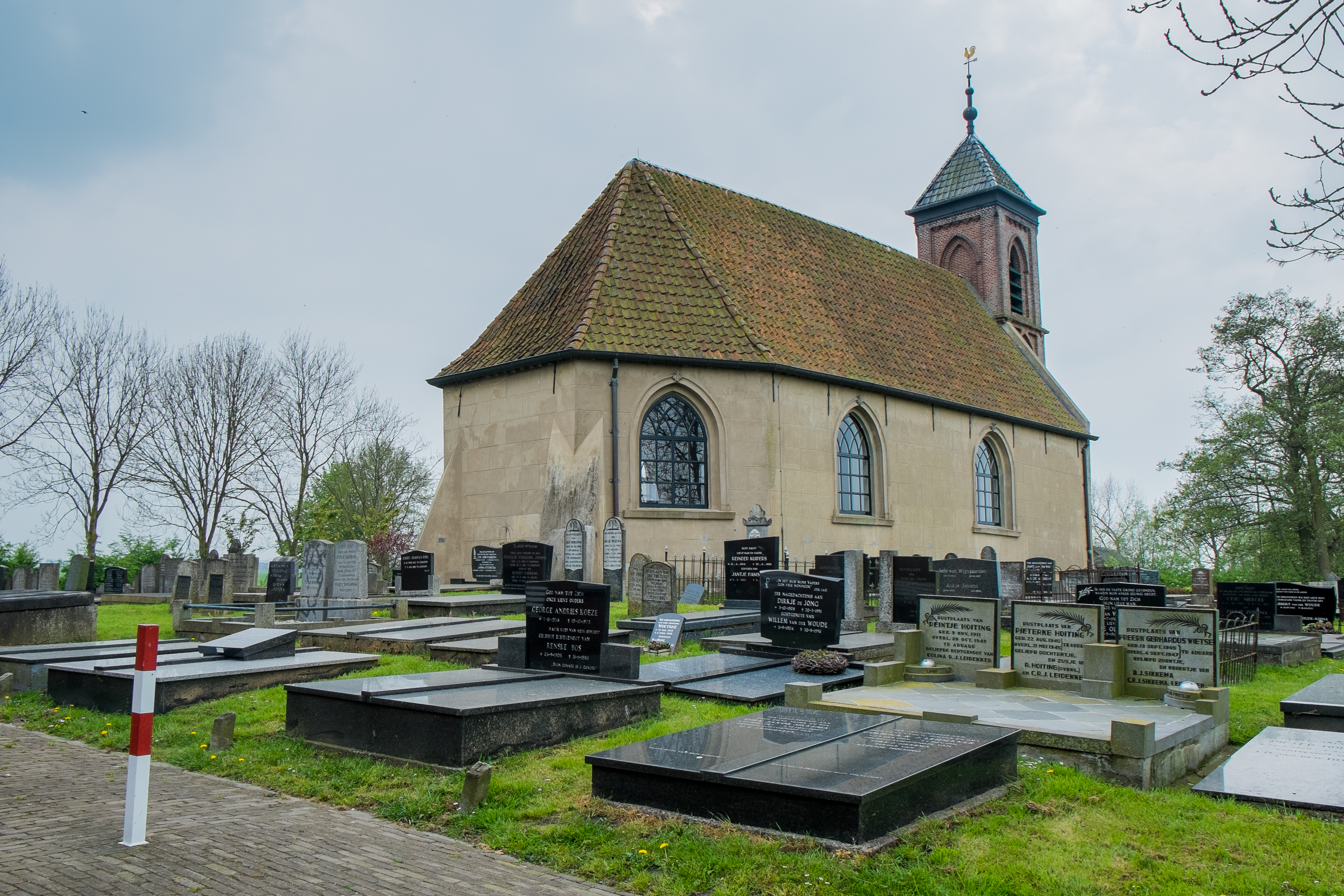
Kerkhof
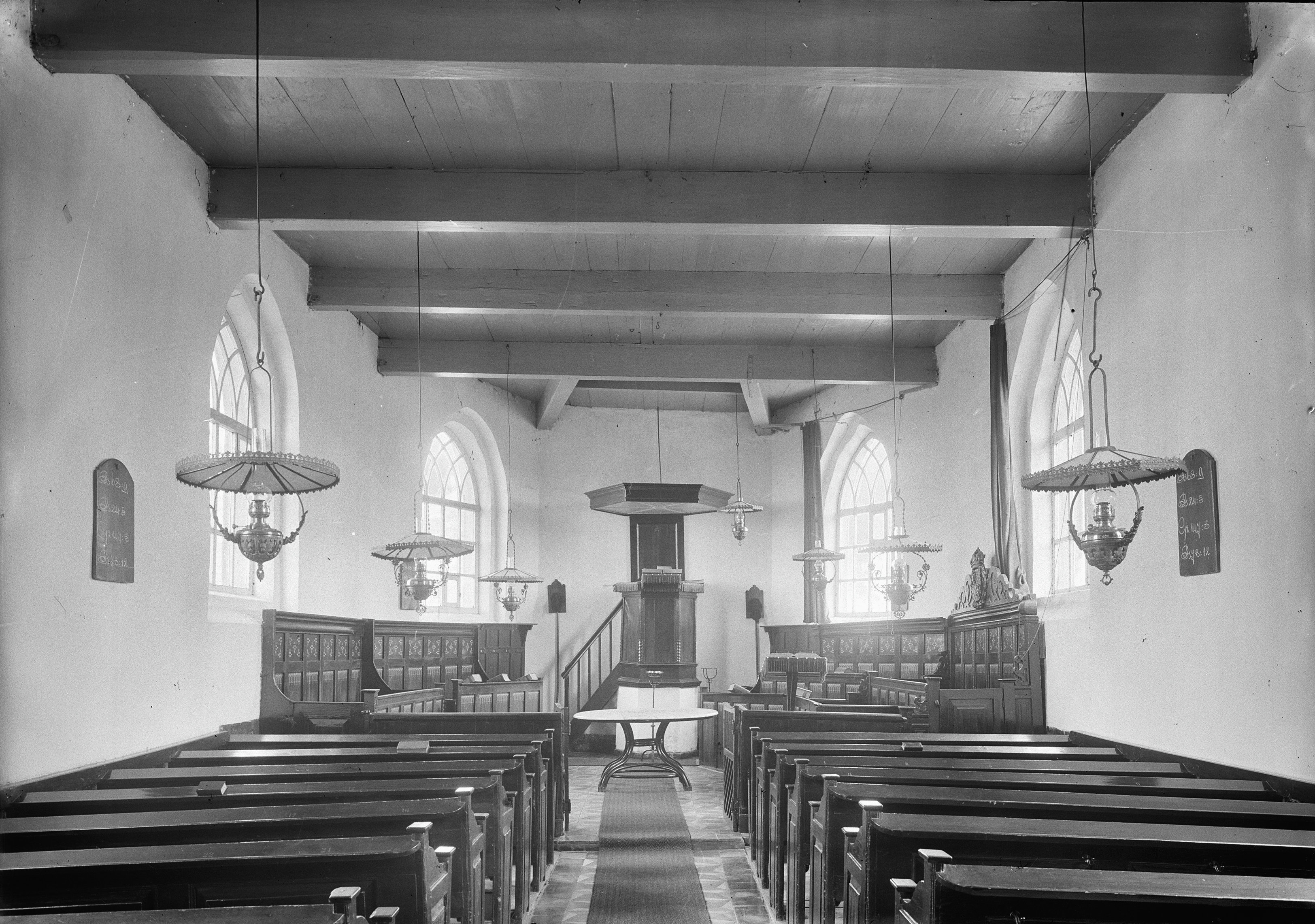
Interieur (1942)
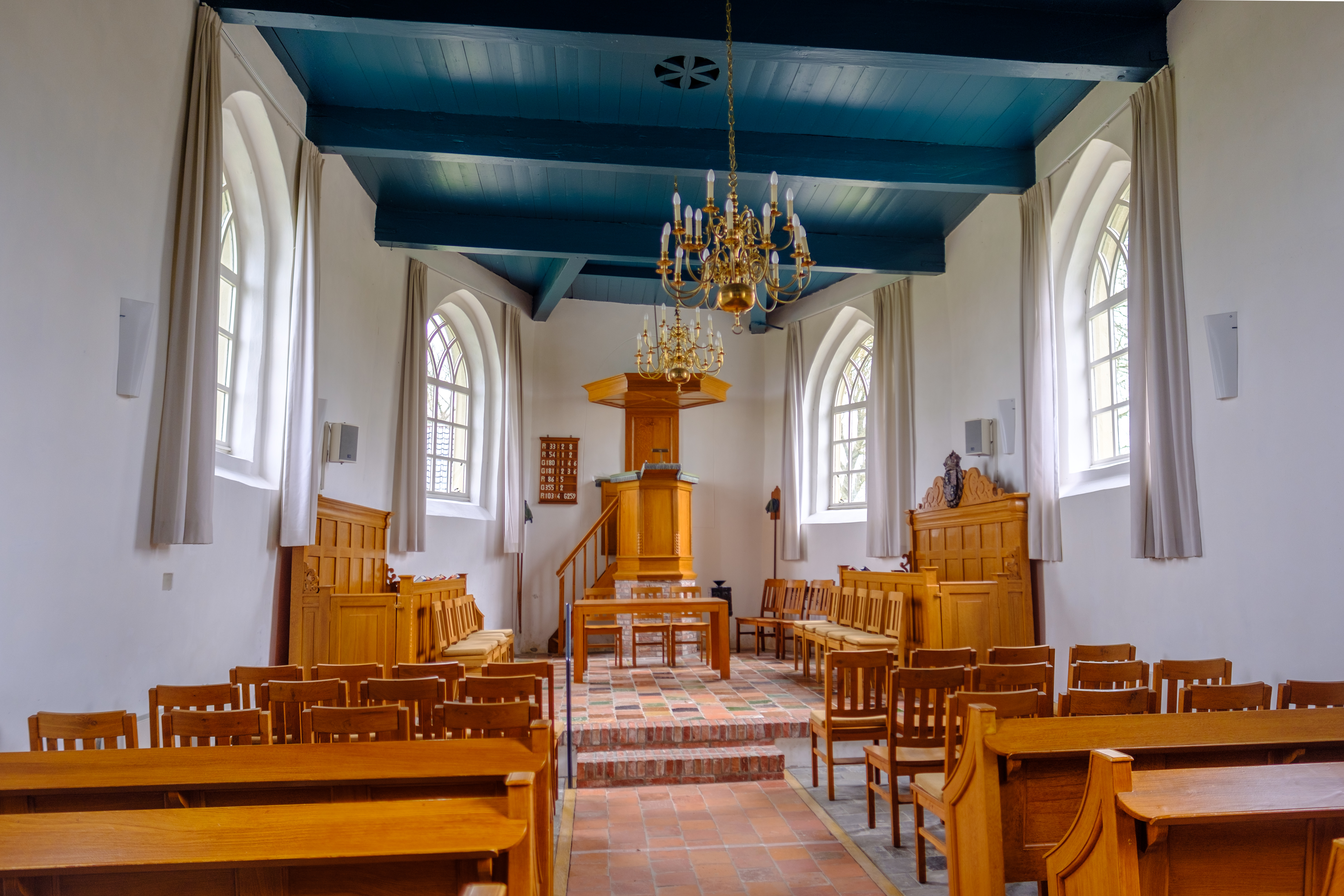
Interieur (2022)
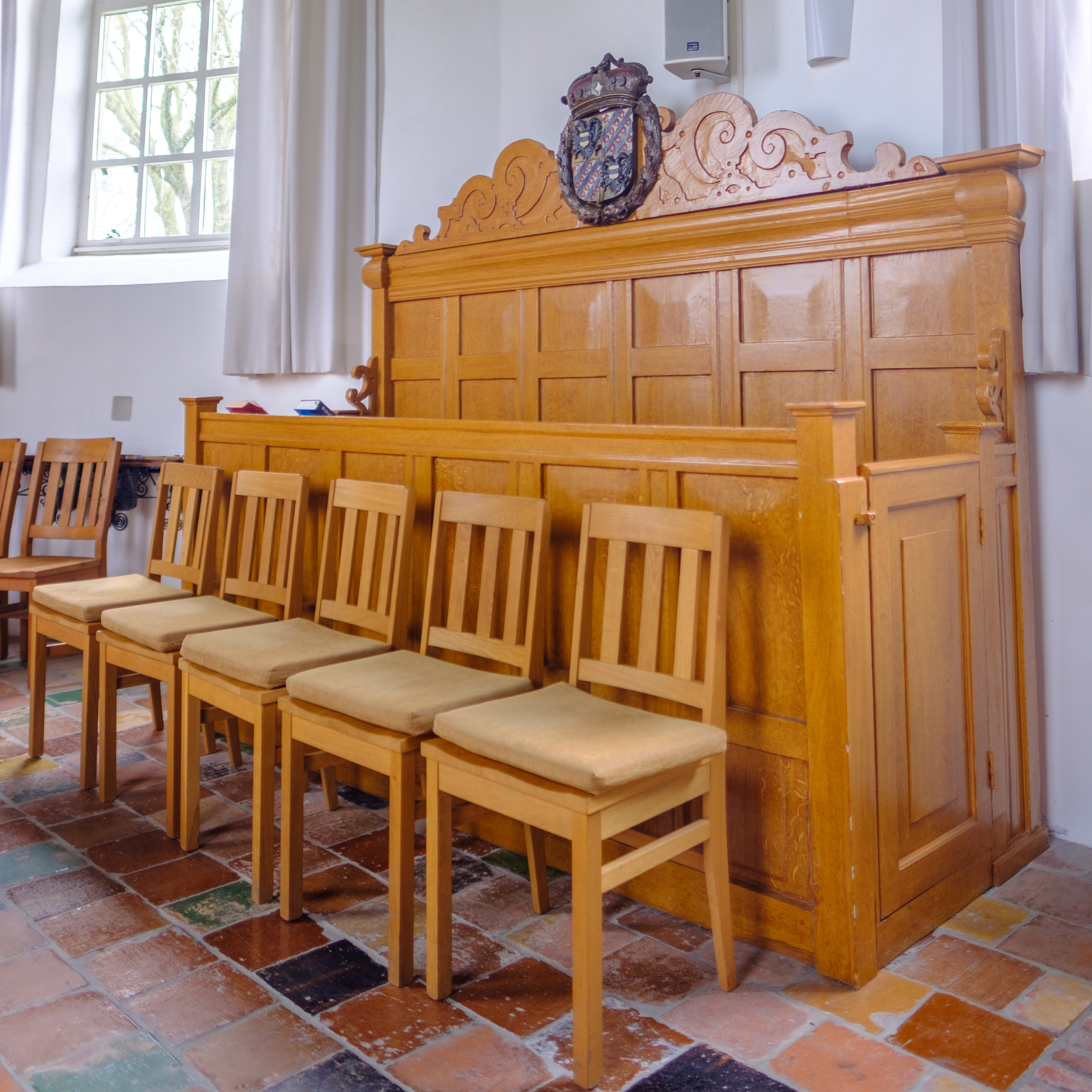
Collatorbank (Hooiboers bank) uit 1648. Erboven het wapen van Stad en Lande.